# Calle San Ignacio de Loyola (Santiago de Chile)
La calle San Ignacio de Loyola o más conocida como calle San Ignacio es una vía pública intercomunal ubicada entre las comunas chilenas de Santiago Centro y San Miguel, en el Gran Santiago. 

## Historia
De acuerdo a estudios de Luis Thayer Ojeda, a comienzos del siglo XVIII, durante la época del Santiago colonial, en un predio tipo quinta de propiedad de Gregorio de Ugarte y Avaria, fue abierto un callejón privado que tomó el nombre de su dueño, siendo conocido inicialmente por los lugareños como «callejón de Ugarte», en un entorno básicamente rural.
Esta arteria vial comienza a adquirir notoriedad durante mediados del siglo XIX, ya en el Chile republicano, con la paulatina urbanización del sector Sur del Santiago de aquel entonces, el cual se le denominaba como «La Cañada», debido a uno de los brazos del río Mapocho y que fue usado desde la fundación de la ciudad como un límite natural del radio urbano hacia el sur. Bajo el gobierno de Manuel Bulnes, el Estado chileno adquirió un paño entre el antiguo callejón de Padura (actual calle Club Hípico) y el callejón de Ugarte. En dicho lugar fue edificado el Cuartel de Artillería en el lado nororiente, mientras que al sur la antigua penitenciaría de Santiago. La parte central del paño fue destinada como Campo de Marte para ejercicios militares del Ejército de Chile. A finales de los años 1860, familias acaudaladas santiaguinas comienzan a urbanizar el sector comprendido entre la Alameda de las Delicias, el Camino de Cintura Sur, la avenida de la Capital (actual avenida España) y San Ignacio, siendo la primera vez que las clases más acomodadas salían del casco histórico de la capital chilena y se establecían al sur de la Alameda. 
El odónimo actual de la calle, en honor al santo católico Ignacio de Loyola, fue resultado de la inauguración del Colegio San Ignacio el 1 de mayo de 1856, siendo edificada posteriormente la iglesia homónima a su costado.